# Callophrys avis
Callophrys avis är en fjärilsart som beskrevs av Chapman 1909. Callophrys avis ingår i släktet Callophrys och familjen juvelvingar. Inga underarter finns listade i Catalogue of Life.

## Bildgalleri

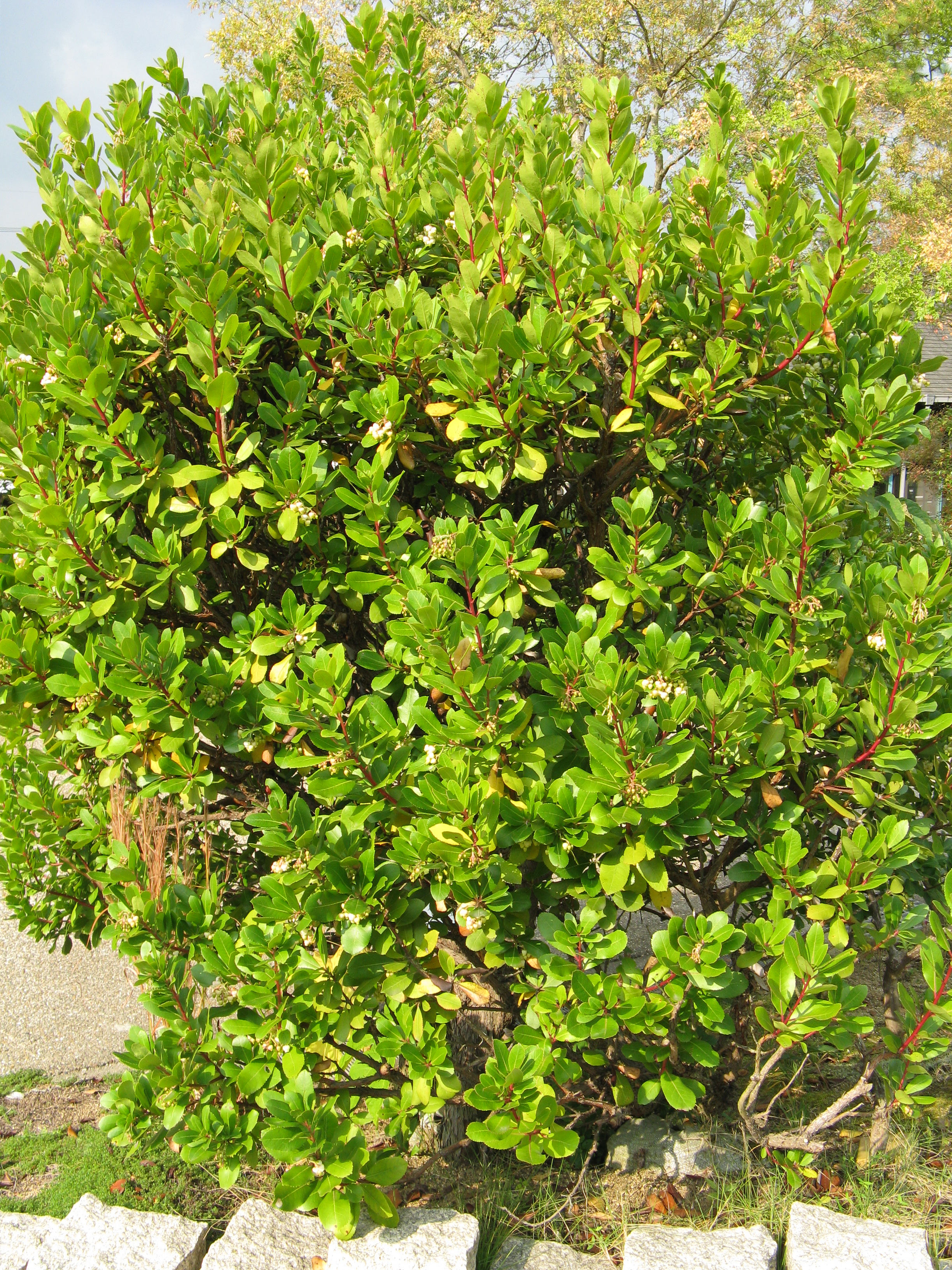